# Вальтер Гальштайн
Вальтер Гальштайн (нім. Walter Hallstein; 17 листопада 1901, Майнц — 29 березня 1982, Штутгарт) — німецький юрист, вчений, політик і державний діяч ФРН.

## Біографія
Вальтер Гальштайн народився в лютеранській родині звичайного урядовця. Після закінчення гімназії вивчав право і політологію в університетах Бонна, Мюнхена і Берліна. 1925 року захищає диплом в Берлінському університеті з юриспруденції. Потім працює в галузі міжнародного права, з 1929 року — приват-доцент Берлінського університету. З 1930 по 1941 рік — професор приватного та громадського права університету Ростока. Член Націонал-соціалістичної робітничої партії Німеччини (НСДАП), Націонал-соціалістичної спілки захисту права, Націонал-соціалістичного благодійного товариства тощо. 1941 року стає професором права Франкфуртського університету. В 1942–1944 роках перебуває на військовій службі у Вермахті, як лейтенант артилерії. Брав участь у кампаніях у Північній Африці і Франції. 1944 року потрапляє на території Франції в полон до американських військ.
У 1945 році Вальтер Гальштайн повертається з полону і клопотає про відкриття університету в Франкфурті-на-Майні. У 1946–1948 роках був його першим обраним директором. У 1948–1950 роках працює за запрошенням професором Джорджтаунського університету в Вашингтоні. Після повернення в 1950 році до Європи працював над освітою Федеративної Республіки Німеччина. Очолював делегації ФРН на переговорах про її вступ до ЮНЕСКО і на Паризькій конференції зі створення Європейського об'єднання вугілля і сталі. 28 серпня 1950 року призначається державним секретарем при федеральному канцлері. З моменту утворення міністерства закордонних справ ФРН в 1951 й по 1958 Вальтер Гальштайн — державний секретар міністерства. Був ініціатором доктрини Гальштайна, виступав за налагодження дружніх відносин з Ізраїлем, був прихильником євроінтеграції і водночас противником зближення з соціалістичними державами Східної Європи, в тому числі і з НДР.
З 1958 року Хальштайн — голова першої єврокомісії новостворюваного Спільного ринку. 1967 року, за наполяганням Шарля де Голля, залишив цю посаду. У 1968–1971 роках був головою Міжнародного європейського руху. У 1969–1972 роках був депутатом Бундестагу від Християнсько-демократичного союзу.

## Вибрані нагороди
- Баварський орден «За заслуги»
- За заслуги перед Італійською Республікою (орден) (1953)
- Міжнародна премія імені Карла Великого (1961)

## Оцінка діяльності
Щорічно університет Франкфурта, місто Франкфурт-на-Майні і Дрезденський банк (нім. Dresdner Bank) присуджують Премію Вальтера Гальштайна за особливий внесок у європейську інтеграцію.
У 1997 році при Берлінському університеті утворено Інститут Вальтера Гальштайна з Європейського конституційного права.